# Девонское вымирание
Девонское вымирание — массовое вымирание видов в конце девона, одно из крупнейших в истории Земли вымираний флоры и фауны. Первый и самый сильный пик вымирания произошёл в начале фаменского века — последнего века девонского периода, около 374 млн лет назад, когда внезапно исчезли почти все бесчелюстные. Второй импульс завершил девонский период (около 359 млн лет назад). Суммарно вымерло 19% семейств и 50% родов.

## История
Известно, что в конце девона произошло массовое сокращение биоразнообразия, однако продолжительность этого события неясна: оценки варьируются от 500 тысяч до 15 миллионов лет (в последнем случае оно продолжалось в течение всего фаменского века). Не совсем понятно, было ли это вымирание представлено двумя резкими пиками или серией меньших пиков, однако результаты последних исследований указывают скорее на многоэтапность вымирания, происходившего отдельными импульсами в течение около трёх миллионов лет.
Некоторые предполагают, что вымирание состояло по меньшей мере из семи отдельных событий, происходивших в течение 25 миллионов лет, включая наиболее заметные вымирания в конце живетского, франского и фаменского веков.
К позднему девону суша была полностью освоена и заселена растениями, насекомыми и земноводными, а моря и океаны были полны рыбы. Кроме того, в этот период уже существовали гигантские рифы, сформированные кораллами и строматопоратами. Евроамериканский континент и Гондвана только начали движение друг к другу, чтобы в будущем сформировать суперконтинент Пангею. Вероятно, вымирание в основном затронуло морскую флору и фауну. Рифообразующие организмы были почти полностью уничтожены, в итоге коралловые рифы возродились только с развитием современных кораллов в мезозое. Брахиоподы, трилобиты и другие группы тоже были сильно затронуты. Причины этого вымирания пока неясны. Основная теория предполагает, что главной причиной вымирания в океанах послужили изменения в уровне океана и обеднение океанических вод кислородом. Возможно, что активатором этих событий послужило глобальное похолодание или обширный океанический вулканизм, хотя падение внеземного тела, такого как комета, тоже вполне возможно. Некоторые статистические исследования морской фауны того времени наводят на мысль, что уменьшение разнообразия было связано скорее со спадом в темпе видообразования, чем с ростом скорости вымирания.
| Докембрий | Фанерозой | Фанерозой | Фанерозой | Фанерозой | Фанерозой | Фанерозой | Фанерозой | Фанерозой | Фанерозой | Фанерозой | Фанерозой | Фанерозой | Эон       |
| Докембрий | Палеозой  | Палеозой  | Палеозой  | Палеозой  | Палеозой  | Палеозой  | Мезозой   | Мезозой   | Мезозой   | Кайнозой  | Кайнозой  | Кайнозой  | Эра       |
| --------- | --------- | --------- | --------- | --------- | --------- | --------- | --------- | --------- | --------- | --------- | --------- | --------- | --------- |
| Докембрий | Кембрий   | Ордо вик  | Сил ур    | Девон     | Карбон    | Пермь     | Триас     | Юра       | Мел       | Палео ген | Нео ген   |           | П-д       |
| 4567      | 538,8     | 486,85    | 443,1     | 419,62    | 358,86    | 298,9     | 251,902   | 201,4     | 143,1     | 66,0      | 23,04     |           | млн лет ← |
| 4567      | 538,8     | 486,85    | 443,1     | 419,62    | 358,86    | 298,9     | 251,902   | 201,4     | 143,1     | 66,0      | 23,04     | 2,58      |           |

## Мир позднего девона
В позднем девоне мир сильно отличался от современного. Материки располагались иначе, нежели сейчас. Суперконтинент Гондвана занимал более половины южного полушария. Сибирский континент занимал северное полушарие, а экваториальный континент, Лавруссия (сформированный в результате столкновения Балтики и Лаврентии), дрейфовал по направлению к Гондване. Каледонские горы (Каледония — латинское название, данное римлянами северной части острова Великобритания) всё ещё росли поперек территории, известной сейчас как Шотландское нагорье и Скандинавия, в то время как Аппалачи росли в Северной Америке. Немало загадок геологам принесли в своё время Аппалачи, ведь северо-восточные Аппалачи внезапно обрываются прямо в океан. Но эта загадка была решена после создания теории тектоники литосферных плит, которая объяснила, что продолжение этого горного хребта находится по другую сторону Атлантического океана — это Каледонские горы в Ирландии и Шотландии. Эти горные пояса были девонским эквивалентом современных Гималаев.
Флора и фауна того периода отличались от современной. Растения, существовавшие на суше с ордовика только в виде мхов, к этому времени развили корневые системы, споровое размножение и сосудистую систему (для переноса воды и питательных веществ ко всем частям растения), что позволяло им выживать не только в постоянно влажных местах, а распространяться далее, и в результате сформировать огромные леса в гористой местности. К концу живетского века (вторая часть среднего девона) несколько клад растений уже проявляли черты, характерные для кустарников или деревьев, включая: кладоксиелевые папоротники, lepidosigillarioid плауновидные, aneurophyte и archaeopterid первичные голосеменные.
На суше появились тиктаалики, первичные тетраподы.

## Продолжительности и датировка периодов вымирания
В течение последних 20—25 миллионов лет девона скорость вымирания видов была выше, чем фоновая. В этом интервале можно выявить от 8 до 10 отдельных событий, из которых особо выделяются два, как наиболее крупные и тяжёлые. Каждое из этих главных событий было предпосылкой к последующему длительному периоду потери биоразнообразия.

### Событие Келлвассер
Событие Келлвассер — это импульс вымирания, случившийся близ границы франского и фаменского (Frasnian/Famennian) веков (374,5 млн лет назад). Хотя фактически там могло произойти два близко расположенных события.

### Событие Хангенберга
Событие Хангенберга произошло на, или чуть ниже границы девонского и каменноугольного периодов (359 млн лет назад) и отмечает финальный пик в общем периоде вымирания.

## Последствия событий вымирания
Вымирания сопровождались широко распространенной океанической аноксией, то есть недостатком кислорода, что препятствовало гниению организмов, и предрасполагало к сохранению и накоплению органической материи. Данный эффект, в комбинации со способностью губчатых рифовых камней удерживать нефть, позволил девонским отложениям быть важным источником нефти, особенно на территории США.

### Биологический удар

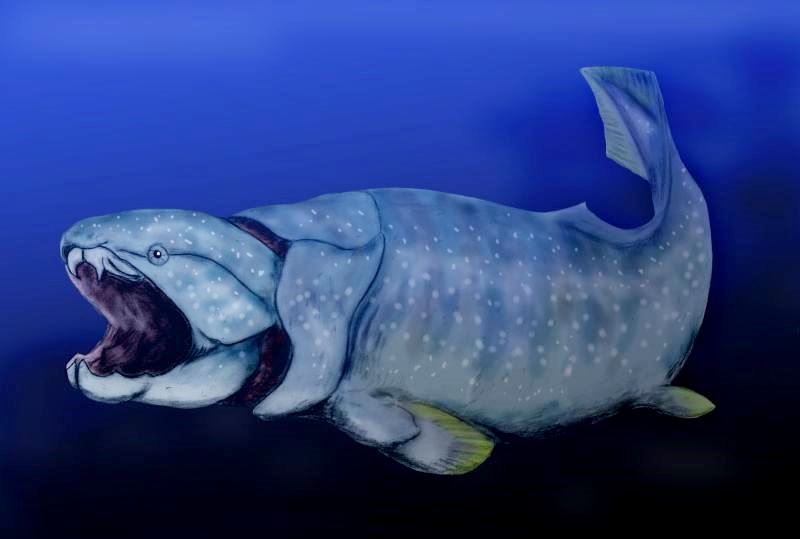
Артродира

Девонский кризис в первую очередь затронул морские экосистемы, и повлиял на мелководные теплолюбивые организмы значительно сильнее, чем на организмы, предпочитавшие холодную воду. Наиболее важной группой, затронутой вымиранием, были рифообразующие организмы великих девонских рифовых систем, включая строматопороидеи, ругозы и табуляты. Рифы позднего девона доминировали над губками и известковыми бактериями, производя структуры, похожие на те, что производят онколиты (oncolites) и строматолиты. Коллапс рифовой системы был столь резким и сильным, что основные рифообразующие организмы (представленные новыми группами концентрирующих карбонат организмов, современные склерактиниевые или «каменные» кораллы) не восстанавливались до мезозойской эры.

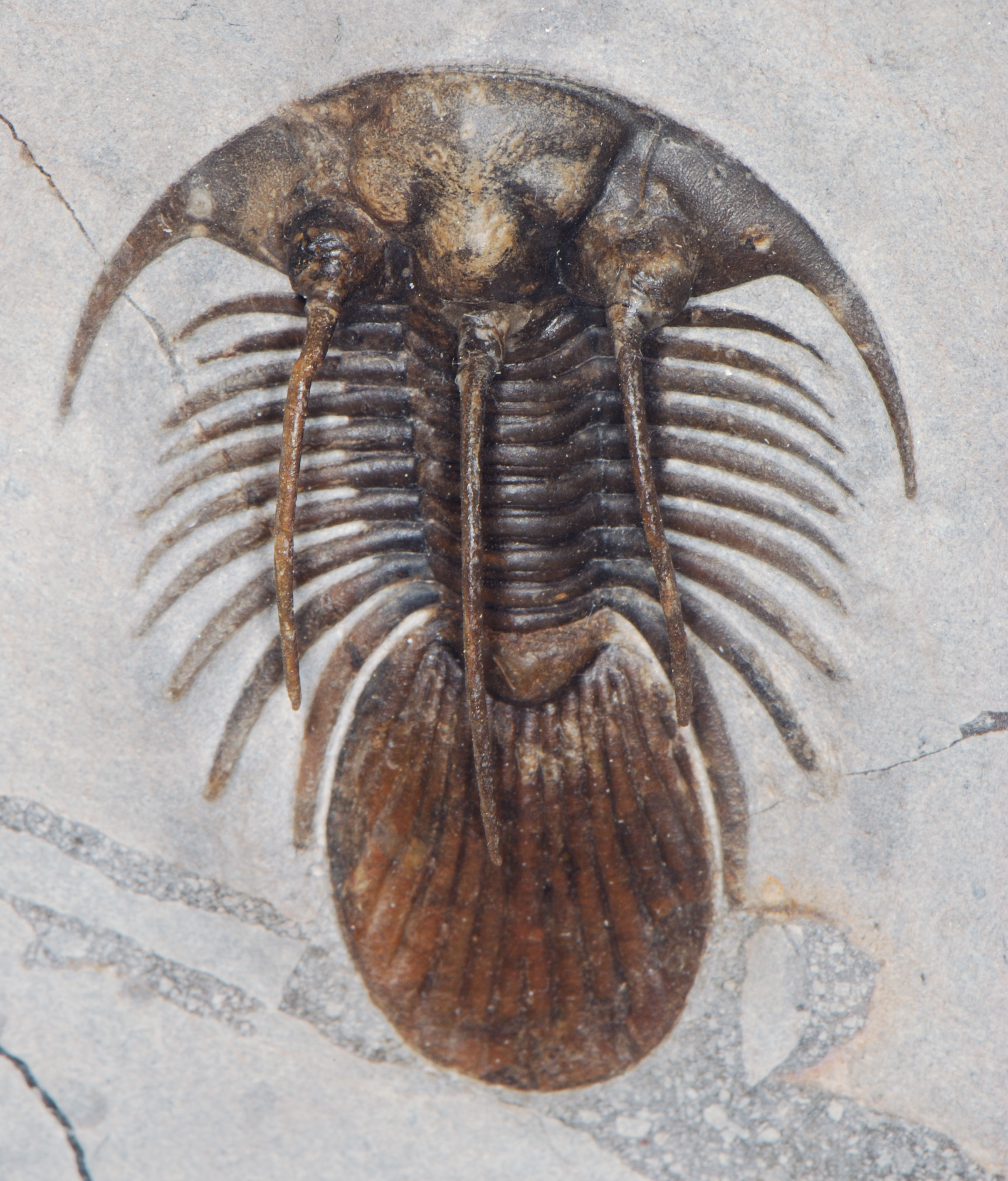
Трилобит Kolihapeltis sp., девонский период, Марокко.

Кроме того, вымирание очень сильно затронуло следующие группы: плеченогие (брахиоподы), трилобиты, аммониты, конодонты и акритархи, а также бесчелюстных и всех панцирных рыб. При этом многие пресноводные виды, включая наших четвероногих предков, и наземные растения остались относительно невредимыми.
Выживающие во время вымирания классы демонстрируют морфологические эволюционные тенденции, имевшие место на протяжении события вымирания. На пике развития события Келлвассер у трилобитов возникают менее крупные глаза, хотя впоследствии снова наблюдается их увеличение. Это предполагает, что зрение во время события вымирания стало менее важно, возможно, из-за роста глубины обитания или мутности воды. К тому же размеры усовидных отростков на головах трилобитов тоже увеличивались во время этого периода.
Считается, что эти отростки служили для дыхания, и что именно возрастающая аноксия (обеднение вод кислородом) привела к увеличению их площади.
Форма ротового аппарата конодонтов варьировалась при различном уровне изотопа δ18O и, следовательно, температуры морской воды. Это может быть связано с занятием ими различных трофических уровней, как результат изменения основной диеты.
Как и в случае других вымираний, специализированные классы, занимавшие узкие экологические ниши, пострадали значительно сильнее, чем универсалы.

### Абсолютное значение события
Позднедевонское падение биоразнообразия было более сокрушительно, чем схожее вымирание, венчавшее окончание мелового периода (мел-палеогеновое вымирание). По оценке McGhee 1996, вымерли 22 процента всех семейств морских животных (в основном беспозвоночные). Стоит учитывать, что семейство — это очень большая таксономическая категория, и что потеря такого большого количества существ означает полный разгром разнообразия экосистем. В меньшем масштабе потери ещё ощутимее, и составляют 57 % родов и, по меньшей мере, 75 % видов, не перешедших в каменноугольный период. Последние оценки нужно воспринимать с определённой степенью осторожности, так как оценки количества потерь видов зависят от широты исследования девонских морских классов, часть которых, возможно, не известна. Таким образом, пока ещё сложно в полной мере оценить эффект произошедшего в течение девона события.

## Причины вымирания
Вымирание происходило на протяжении длительного периода. Поэтому очень трудно выделить единственную причину, повлёкшую вымирание и даже отделить эту причину от следствия. Отложения осадочных пород показывают, что поздний девон был временем изменения окружающей среды, которая непосредственно воздействовала на живые организмы, являясь причиной вымирания. Что непосредственно явилось причиной этих изменений, отчасти, более открытая для дискуссий тема.

### Основные изменения окружающей среды
С конца среднего девона на основе изучения отложений осадочных пород могут быть выявлены несколько изменений окружающей среды, которые продолжались до позднего девона. Есть доказательства о широко распространённой аноксии (обеднение вод кислородом) в придонных океанических водах, при этом подскочил темп отложения углерода, а бентические организмы (флора и фауна на дне океана или другого водного бассейна) были уничтожены, особенно в тропиках и особенно рифовые сообщества. Есть серьёзные доказательства быстрых колебаний уровня мирового океана около франско-фаменской (Frasnian/Famennian) границы, при этом повышение уровня моря явно связано с образованием бескислородных отложений.

### Возможные инициаторы

#### Падение небесного тела
Падения небесных тел, вероятно, могут быть причинами массовых вымираний. Утверждается, что именно падение метеорита было первичной причиной девонского вымирания, но надёжных доказательств внеземного удара в этом случае не было обнаружено. Хотя некоторые косвенные доказательства падения метеорита в отложениях девонского периода наблюдаются (иридиевые аномалии и микросферы (микроскопические шарики оплавленной породы)), но, возможно, образование этих аномалий вызвано другими причинами.

#### Эволюция растений
В течение девона наземные растения совершили существенный скачок в эволюции. Их максимальная высота к концу периода увеличилась до 30 метров. Такое огромное увеличение размеров стало возможным благодаря эволюционированию развитой сосудистой системы, которая позволяла выращивать обширные кроны и корневые системы. При этом развитие спорового размножения, а в конце девона и появление голосеменных, позволило растениям успешно размножаться и расселяться не только по заболоченным площадям, а и колонизировать прежде необитаемые внутренние и гористые земли. Значительное увеличение роли растений в биосфере было вызвано двумя причинами: появлением развитой сосудистой системы и размножения семенами. Это особенно отчетливо прослеживается для археоптерисовых лесов, которые быстро расширялись в течение заключительной стадии девона.

##### Эффект эрозии
Быстро эволюционировавшие высокие деревья нуждались в глубоких корневых системах, чтобы добираться до воды и питательных веществ и обеспечить свою устойчивость. Эти системы взламывали верхний слой коренных пород и стабилизировали глубокий слой почвы, который, вероятно, был толщиной порядка метра. Для сравнения, раннедевонские растения имели только ризоиды и корневища, которые не могли проникнуть в почву глубже, чем на пару сантиметров. Подвижка обширных участков почвы имела бы огромные последствия. Ускоренная эрозия почв, химическое разрушение камней — и как результат — активное высвобождение ионов, действовавших как питательные вещества для растений и водорослей. Относительно внезапный приток питательных веществ в речную воду мог послужить для эвтрофикации и последующей аноксии. Например, в течение периода обильного цветения водорослей органический материал, формировавшийся на поверхности, может тонуть в таком темпе, что весь растворённый кислород расходуется на его гниение, что приводит к удушению придонной рыбы. Ископаемые франские рифы доминировали над строматолитами и (в меньшей степени) над кораллами, которые процветали только в условиях низкого содержания питательных веществ. Возможность вымирания из-за высокого содержания питательных веществ в воде подтверждается фосфатами, которые ежегодно смываются с полей австралийских фермеров и являются причиной неизмеримых повреждений Большому Барьерному рифу. Условия аноксии лучше согласовываются с биотическим кризисом, чем фазы оледенения; предполагается, что аноксия могла играть доминирующую роль в вымирании.

#### Другие предположения
Для объяснения вымирания были предложены и другие механизмы, включая климатические изменения как результат тектонических процессов, изменение уровня океана и переворот океанических течений. Но эти предположения обычно в расчёт не принимаются, так как они не могут объяснить продолжительность, выборочность и периодичность вымираний.
Девонское вымирание предполагает также повышение температуры, которое привело к испарению воды; при этом появились такие животные, как земноводные. Например, рыба эвстеноптерон выжила, так как у неё были мощные плавники, которые превратились в лапы. У неё не было ноздрей, но дышала она лёгкими — у неё были и лёгкие, и жабры. При помощи мощных плавников она переползала от одной лужи к другой и дышала либо атмосферным воздухом, либо растворённым в воде кислородом.